# The Pitfall (film 1915)
The Pitfall è un film muto del 1915 diretto da James W. Horne.

## Produzione
Il film fu prodotto dalla Kalem Company.

## Distribuzione
Distribuito dalla General Film Company, il film uscì nelle sale cinematografiche USA il 15 novembre 1915.